# 科尔诺焦维内
科尔诺焦维内（義大利語：Corno Giovine），是意大利洛迪省的一个市镇。总面积9平方公里，人口1197人，人口密度133.0人/平方公里（2009年）。ISTAT代码为098022。